# Obręb (Żuromin)
Pour les articles homonymes, voir Obręb.
Obręb (prononciation : [ˈɔbrɛmp]) est un village polonais de la gmina de Lutocin dans le powiat de Żuromin de la voïvodie de Mazovie dans le centre-est de la Pologne.
Il se situe à environ 6 kilomètres à l'est de Lutocin (siège de la gmina), 10 kilomètres au sud de Żuromin (siège du powiat) et à 116 kilomètres au nord-ouest de Varsovie (capitale de la Pologne).

## Histoire
De 1975 à 1998, le village appartenait administrativement à la voïvodie de Ciechanów.